# Système de fortification du Sud-Est de la Finlande
Le système de fortification du Sud-Est de la Finlande (finnois : Kaakkois-Suomen linnoitusjärjestelmä) est un vaste système défensif formé de trois chaînes de forteresses concentriques construites par la Russie dans les années 1790 dans le Sud-Est de la Finlande.
Le but du système de fortification était de protéger Saint-Pétersbourg, la capitale de l'Empire russe d'une éventuelle attaque de la Suède,,.

## Guerre russo-suédoise de 1788-1790 et défense de Saint-Pétersbourg
Avant la construction du système de fortification du Sud-Est de la Finlande, la défense du Sud-Est de la Finlande ou de l'ancienne Finlande sous contrôle russe au XVIIIe siècle reposait principalement sur les forteresses prises à la Suède.
Par le traité de Nystad en 1721, la Russie remporte les châteaux médiévaux de Vyborg et de Korela. Dans le traité d'Åbo de 1743, la Suède cède à la Russie la forteresse de Lappeenranta datant du XVIIe siècle et la forteresse d'Hamina construite dans les années 1720 ainsi que le château médiéval d'Olavinlinna à Savonlinna. Avant les années 1790, dans l'ancienne Finlande, la Russie a seulement réalisé la première phase de la construction de la forteresse de Taavetti à Luumäki entre 1773 et 1781.
La guerre russo-suédoise de 1788-1790 déclarée par le nouveau roi Gustav III de Suède se termine par le traité de Värälä sans qu'aucune des parties ne gagne de territoire.
Cependant, les victoires de l'armée suédoise remportées pendant la guerre ont montré que les défenses de la frontière nord-ouest de la Russie étaient insuffisantes et que la capitale Saint-Pétersbourg, relativement proche de la frontière, était vulnérable.
En 1791, l'impératrice de Russie, Catherine II, ordonne au général Alexandre Souvorov, de renforcer les défenses de l'ancienne Finlande en créant un système de fortification à l'est du Kymijoki.

## Les forteresses

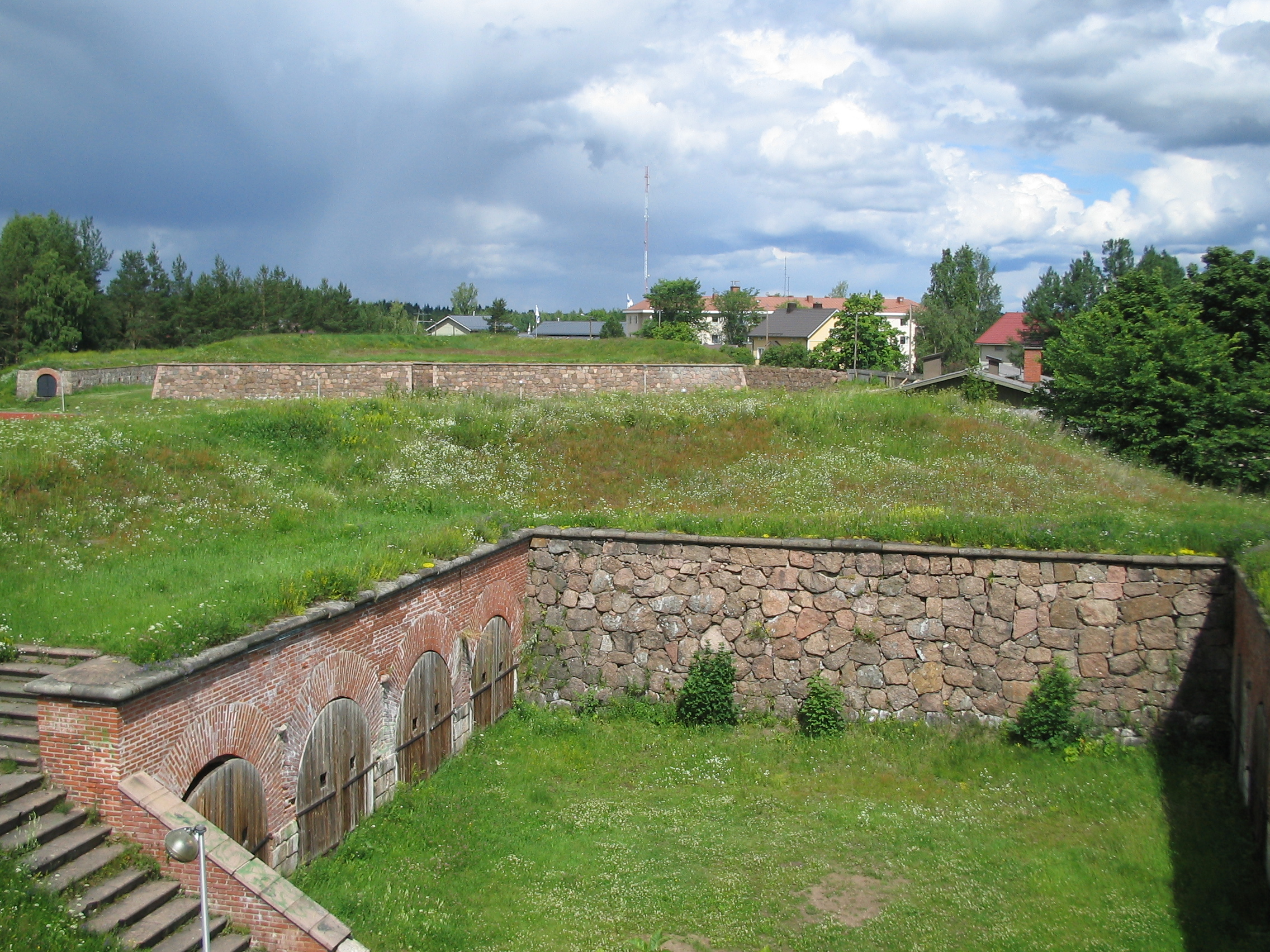
Forteresse d'Hamina

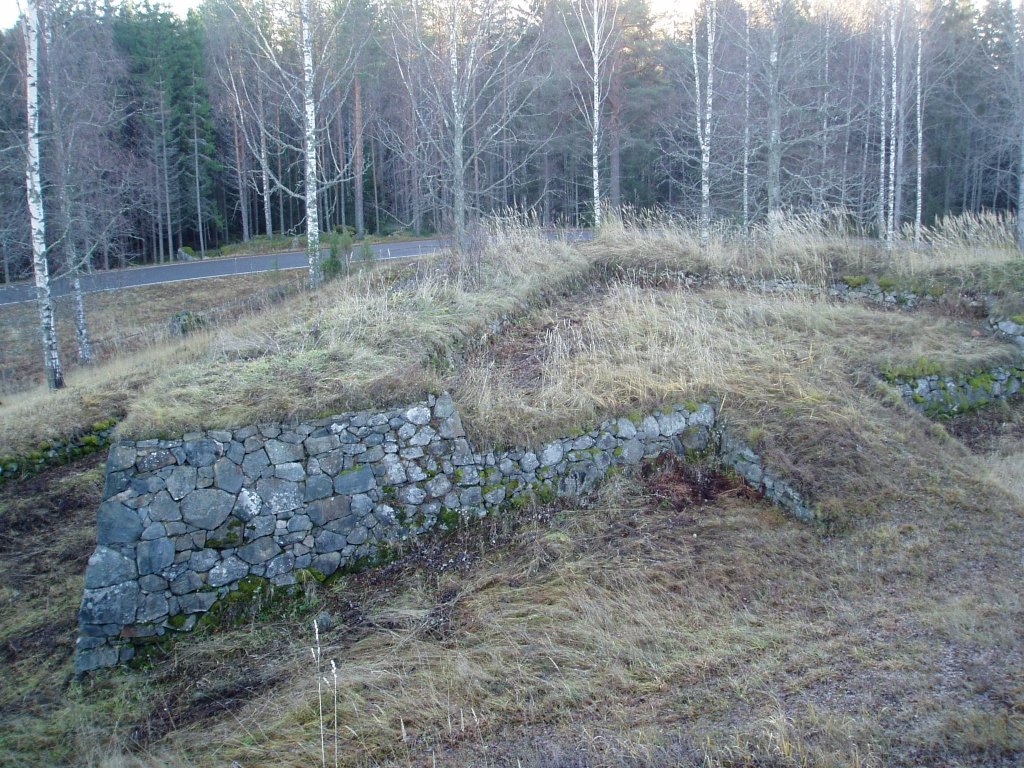
Forteresse de Kärnäkoski

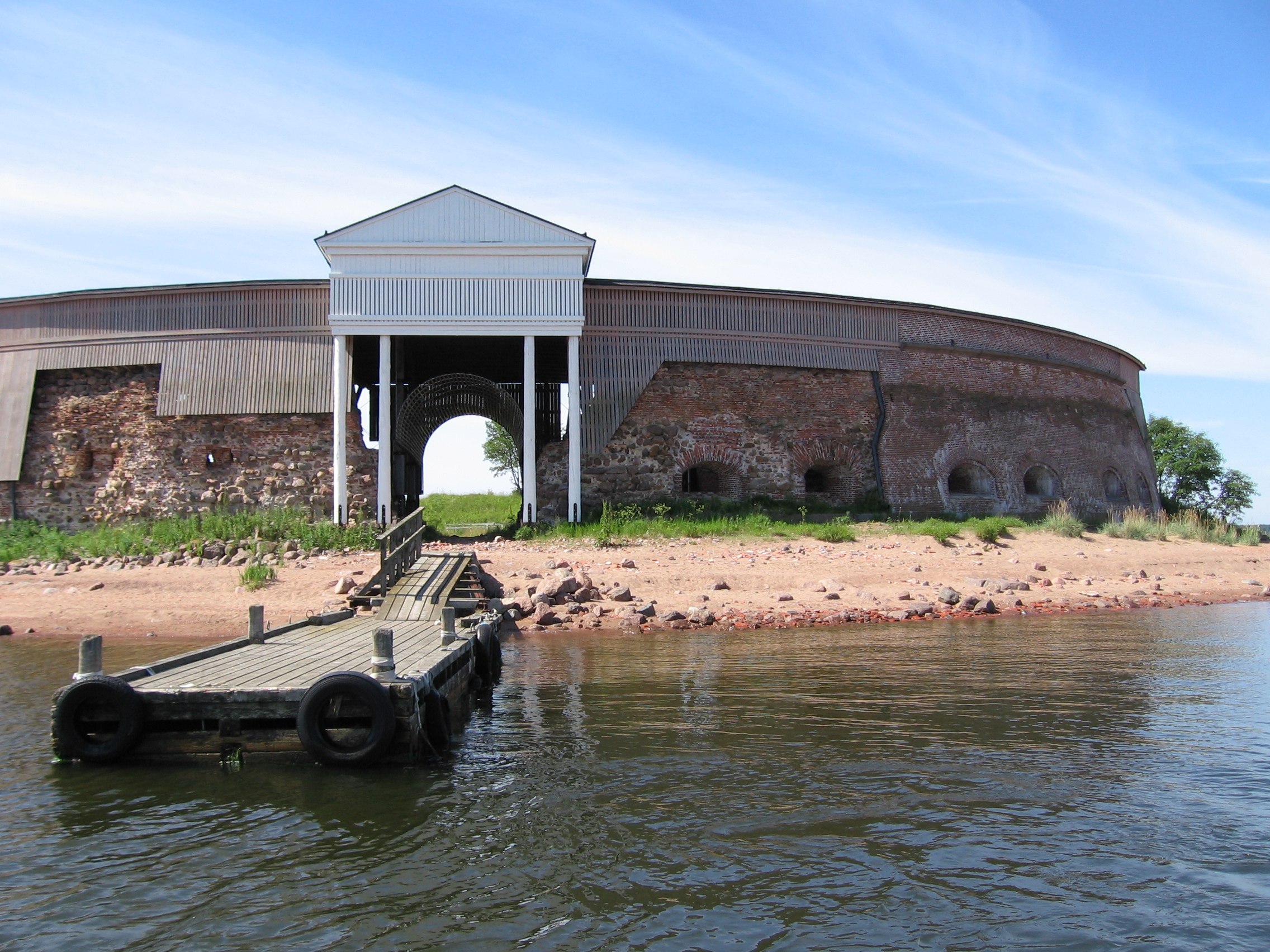
Fort Slava, dans la forteresse de Ruotsinsalmi

Les trois lignes de fortification comptent les forteresses suivantes,:
- Première ligne
  - Chlisselbourg
  - Forteresse de Kronstadt (en)
  - Château de Vyborg
  - Forteresse de Korela

- Deuxième ligne
  - Forteresse d'Hamina
  - Forteresse de Taavetti
  - Forteresse de Lappeenranta

- Troisième ligne
  - Olavinlinna
  - Forteresse maritime de Ruotsinsalmi
  - Forteresse de Kymi
  - Forteresse de Kärnäkoski
  - Forteresse de Järvitaipale
  - Forteresse d'Utti
  - Forteresse de Liikkala

## Les canaux
En plus des travaux de fortification, la mobilité de la marine russe du Saimaa a également été renforcée par la construction de quatre canaux ouverts connus sous le nom de canaux de guerre Suvorov sur la voie navigable entre Lappeenranta et Savonlinna. 
De nouveaux canaux étaient nécessaires, car la Suède était en mesure de contrôler le trafic maritime de Saimaa dans le détroit de Puumalansalmi.
Les canaux de Kutvele, Käyhkä, Kukonharju et Telataipale ont été achevés le long des fortifications à Taipalsaari, Ruokolahti, Puumala et Sulkava.
Afin d'utiliser de nouveaux canaux et de renforcer la défense de la région de Saimaa, la marine russe de Saimaa a été créée dans les dernières étapes de la guerre de Gustave III.
La force de la flotte était inférieure à une centaine de navires de différentes tailles et environ un millier de marins.

## Dures conditions de travail
La main-d'œuvre pour les travaux de construction a été fournie par l'armée régulière du gouvernement de Vyborg (20 000 hommes) et une division finlandaise temporaire (division Finljandskij) de 20 000 à 30 000 hommes.
De plus, un certain nombre de prisonniers travaillaient dans les fortifications. 
Les travaux des fortifications se sont achevés assez rapidement, plusieurs dès le début des années 1790. 
Cependant, de nombreux chantiers de construction, tels que ceux des canaux, étaient encore en cours d'exécution jusqu'au tournant du siècle.
Les conditions sur les chantiers étaient dures. 
Un climat rigoureux, des logements médiocres, une nutrition insuffisante et la maladie ont fait des ravages parmi les hommes. 
Jusqu'à 10 000 hommes sont morts ou ont été trop malades pour travailler.
Le rythme éreintant du travail exigé par le général Souvorov aurait également causé la mort de nombreux ouvriers. 
La population finlandaise locale n'a pas eu à participer aux travaux de construction proprement dits, mais a dû fournir un abri, de la nourriture et du transport à la grande armée.

## Les forteresses et la sécurité de la frontière russe
L'énorme travail effectué pour fortifier l'ancienne Finlande a été gaspillé lorsque la frontière entre la Russie et la Suède s'est déplacée vers l'ouest à la suite de la guerre de Finlande de 1808-1809. 
Le système de fortification n'a pas été utilisé même pendant la guerre de Finlande, car alors les troupes suédoises se sont retirées des zones frontalières bien avant l'invasion russe. 
Après la guerre, les fortifications du système de fortification ont été désaffectées les unes après les autres, et seules les fortifications côtières ont conservé leur importance militaire. 
La forteresse maritime de Ruotsinsalmi a été attaquée par la marine anglo-française pendant la guerre de Crimée en 1855. 
La garnison russe abandonné le fort avant l'attaque et l'ennemi a démoli la forteresse maritime vide.